# 秋田北港駅
秋田北港駅（あきたきたこうえき）は、秋田県秋田市飯島古道下川端にあった秋田臨海鉄道線（北線）の貨物駅（廃駅）である。

## 概要
専用線発着車扱貨物の取扱駅。専用線は終端部の手前で工場内へ分岐し、秋田臨海鉄道線自体は秋田精錬飯島精錬所正門前で唐突に終わっていた。
駅北側にある秋田製錬飯島製錬所への専用線が接続する。1999年（平成11年）10月より専用線を介して製錬所へ輸送される濃硫酸が駅に到着していた。濃硫酸は小坂製錬小坂製錬所で生産され、隣接する小坂製錬小坂線小坂駅から鉄道輸送され当駅に到着したあと、飯島製錬所内の硫酸貯蔵タンクを経由し海上輸送されていたが、2008年（平成19年）3月に廃止された。また、1999年（平成11年）以前は男鹿線船川港駅を経由し行われていた。
濃硫酸の発送も行っていた時期があり、酒田港駅や中条駅へ輸送されていたが、2007年（平成18年）3月までに終了している。
また、かつては製錬所の川を挟んで南側にある宇部三菱セメント秋田サービスステーションへ続くごく短い専用線も存在し、セメントの発着があった。

## 歴史
- 1971年（昭和46年）10月1日：中島埠頭 - 当駅間開業に伴い開業。
- 2008年（平成20年）3月5日：小坂駅発濃硫酸輸送列車の最終発着日。
- 2015年（平成27年）7月1日：北線の鉄道事業休止に伴い営業休止[1]。
- 2021年（令和3年）4月1日：路線廃止に伴い廃駅となる。

## 駅周辺
- 秋田港
- 秋田製錬飯島製錬所
- 三菱マテリアル秋田硫酸中継所
- 東北電力秋田火力発電所
- DOWAエレクトロニクス半導体材料研究所
- 宇部三菱セメント秋田サービスステーション

## 1985年時の常備貨車
- 伊藤忠商事
  - タキ4000形（濃硫酸専用）8両
  - タキ4000形（濃硫酸、発煙硫酸専用）8両
  - タキ5750形（濃硫酸専用）7両
  - タキ5750形（濃硫酸、発煙硫酸専用）32両

「昭和60年版私有貨車番号表」『トワイライトゾーンMANUAL13』ネコ・パブリッシング、2004年

## 隣の駅
秋田臨海鉄道
秋田臨海鉄道線（北線）
中島埠頭駅 - 秋田北港駅